# Спас Нерукотворний
Спас Нерукотворний (від Спаситель + калька з грец. Αχειροποίητος — не-руками-зроблений), Нерукотворний Образ Господа Нашого Ісуса Христа — зображення Ісуса Христа, що виникло внаслідок дотику тканини до Його обличчя. Також під назвою Спаса Нерукотворного часто виступають рукотворні копії та писані ікони, іконографія яких наслідує один з відомих варіантів Нерукотворного Образу.
У православ'ї відомий також як Мандиліо́н (Άγιον Μανδύλιον від грец. μανδύας — мантія, обрус)  — ця назва відноситься саме до найпершого знайденого Нерукотворного Образу з Едеси. Стверджується, що X ст. це полотно було перенесено (ця подія вшановується як народно-християнське свято) до Константинополя (хоча певний час вже перед тим його доля була невідома після завоювання Едеси Сасанідами у 609 році), де й зберігалося до його розграбування у 1204 році, після чого реліквія зникла.
Декілька пізніших реліквій та ікон претендують на походження від Мандиліона. Зокрема до наших днів збереглися Туринська плащаниця, а також існувала подібна реліквія (можливо фрагмент), що була придбана Людовіком Святим у Латинського імператора Балдуїна II у 1241 році і зберігалася у Сент-Шапель у Парижі, однак вона зникла під час Французької революції. Також дві збережені донині ікони вважаються близькими до початкового образу Мандиліона: з храму Сан-Сільвестро-ін-Капіте в Римі і з католицької вірменської церкви Св. Варфоломея в Генуї.
У католицтві відомим є також Нерукотворний Образ з Плату святої Вероніки, це зображення існує в кількох варіантах (або копіях), збережених до нашого часу.

## Історія Нерукотворного Образу

### Мандиліон

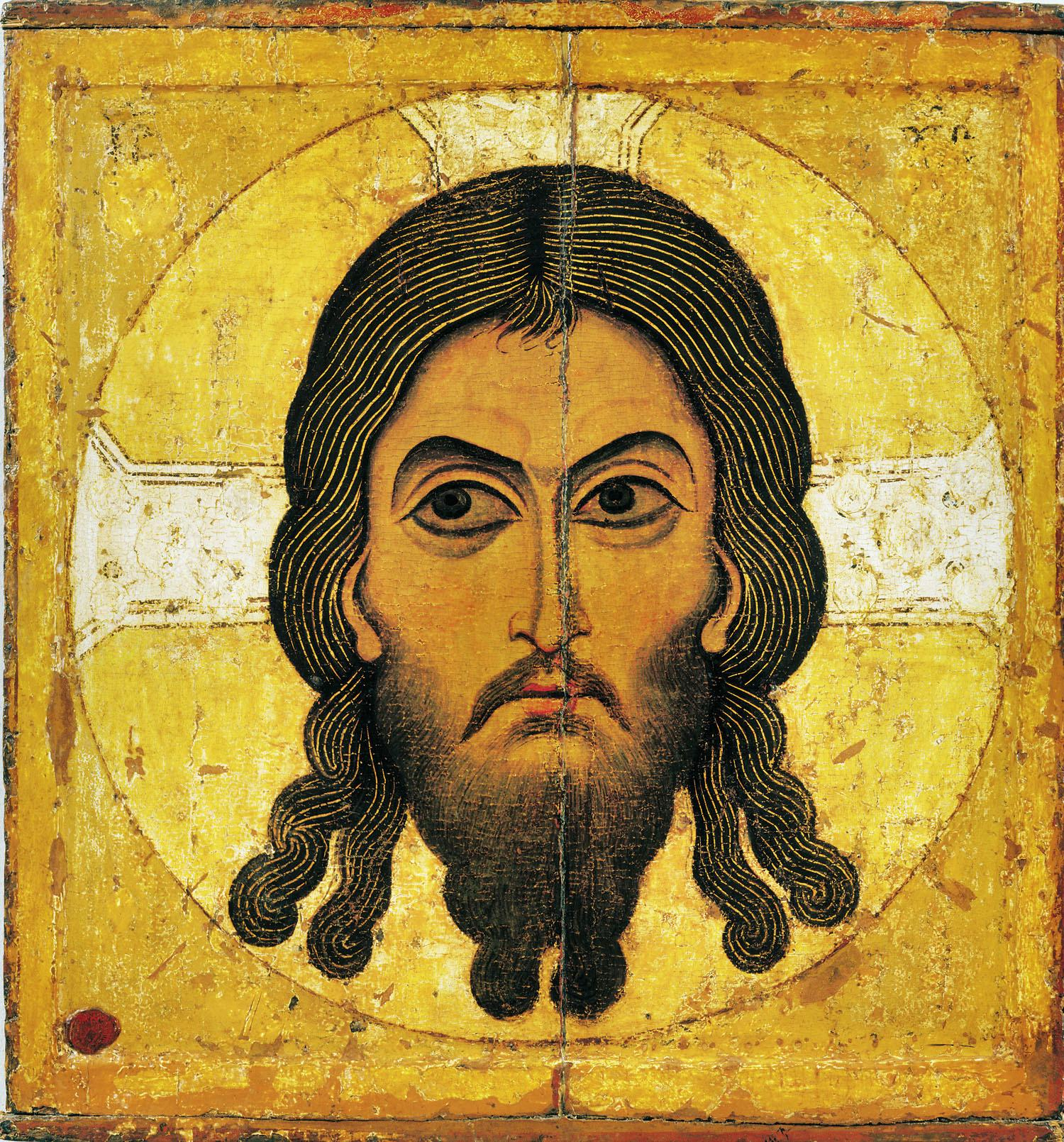
Спас Нерукотворний (Київ). Друга половина XI століття
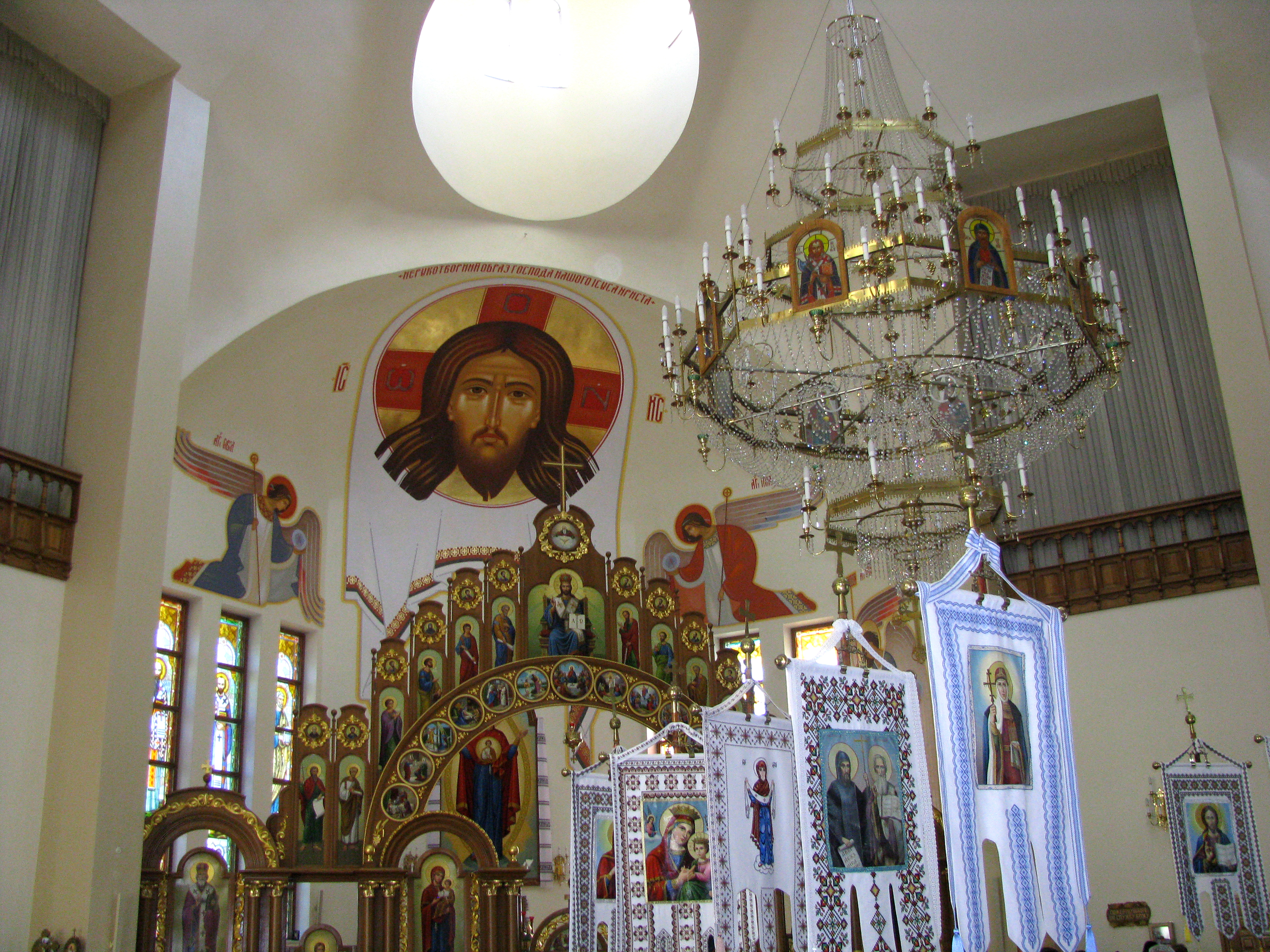
Спас Нерукотворний в інтер'єрі церкви святих верховних апостолів Петра і Павла в м. Новояворівську

Правитель Едеси (Месопотамія, сучасне м. Шанлиурфа, Туреччина) Авгар V Уккам, бувши важко хворий, почувши про чуда і зцілення, які робив Ісус Христос, увірував в Нього, як в Сина Божого, і написав лист з проханням прийти і зцілити його. З цим листом він послав до Палестини свого живописця Ананію, доручивши йому написати зображення Ісуса. Ананії не вдалось намалювати Ісуса, бо Христове лице сяяло потужним світлом. Тоді Ісус притулив полотно до Свого лиця, і на полотні чудесним чином відбилося зображення Христового обличчя.
За іншою версією, Ананія прийшов до Єрусалима і побачив Господа, оточеного великим натовпом. Він не міг підійти до Нього. Ісус Сам покликав його, назвав по імені і передав для Авгаря короткий лист, в якому, похвалив його віру, обіцяв прислати Свого учня для зцілення і для настанови. Потім Господь попросив принести воду і убрус (полотно, рушник). Він умив лице, обтер його убрусом, і на ньому відбилося Його обличчя. Убрус і лист Спасителя Ананія приніс в Едесу. Авгар зцілився. Згодом прийшов святий Фадей, учень Ісуса, апостол з 70-ти, який проповідував Євангеліє, і охрестив Авгаря, що увірував, і всіх жителів Едеси.
Мандиліон став першою в історії іконою.
Євсевій Кесарійський в своїй «Церковній історії», написаній 325 року, пише:
|  | Історія Фадея така. Божественність Владики і Спасителя нашого Ісуса Христа, прославлена серед всіх людей за свою чудотворну силу, навернула тьму людей навіть серед чужих, далеких від Юдеї країн, які надіялись на зцілення хвороб і різних страждань. Тому і цар Авгар, який славно правив народами по ту сторону Євфрата, але якого мучила хвороба, вилікувати яку було не в силах людських, почувши про Ісуса і Його чуда — про них всі свідчили, — вирішив умовити Його, піславши посланця з листом і просьбою про визволення від хвороби. Спаситель не послухав тоді його просьбу, але удостоїв особливого листа, в якому обіцяв прислати одного з Своїх учнів вилікувати його хворобу і, разом з тим, спасти його і всіх його близьких. Обіцянка ця незабаром була виконана. Після Воскресіння Христа із мертвих і Вознесіння, Хома, один із дванадцяти, по натхненню Божому відсилає Фадея, який належав до числа сімдесяти учнів Христових, в Едесу благовістити вчення Христове. Він виконав все, що обіцяв Спаситель наш.(пер. з рос.) |

Євсевій Кесарійський як доказ вказує на два документи — листи, перекладені ним з сирійської і взятих з архівів Едеси: просьбу Авгаря:
|  | Авгар, син Ухами, топарх, шле вітання Ісусу, Спасителю благому, який явився в межах Єрусалимських. Дійшла до мене чутка про Тебе і про Твої зцілення, що Ти твориш їх без лікарств і трав. Ти, розказують, повертаєш сліпим зір, кульгавим ходу, очищаєш прокажених, виганяєшь нечистих духів і демонів. Ти ізціляєш стражденних і воскрешаєш мертвих. Слухав я все це про Тебе і дійшов розумом що одне з двох: або Ти Бог і, зійшов з неба, твориш такі чуда, або Ти Син Божий, твориш чуда. (пер. з рос.) |

І відповідь на нього Ісуса:
|  | Блажен ти, якщо увірував в Мене, не бачивши Мене. Написано бо про Мене: ті, що бачили Мене не увірують в Мене, щоб ті, що не бачили, увірували й ожили. А що ти запрошуєш Мене до себе, то належить Мені виконати все тут, ради чого Я посланий; а коли виконаю, то вознесусь до Того, що послав Мене. Коли же вознесусь, то пошлю до тебе одного з моїх учнів , щоб зцілив хворобу твою і дарував життя тобі і тим, хто з тобою. (пер. з рос.) |

Листування Христа з Авгарем та свідоцтво про те, що посли Авгара принесли зображення Спасителя з Єрусалиму, викладені також і вірменським істориком V століття Мойсеєм Хоренаці в книзі «Історія Вірменії»:
|  | Блажен, хто вірує в Мене, не бачивши Мене. Бо написано про Мене: ті, що бачили Мене, не увірують в Мене, ті ж, що не бачили, — увірують і будуть жити. А про те, що ти мені писав, — прийти до тебе, то маю Я здійснити тут все, для чого я посланий. І коли Я здійсню це, Я вознесусь до Того, Хто мене послав. Коли ж вознесусь — пришлю одного з тутешніх моїх учнів, щоб він вилікував твої болячки і дав життя тобі і твоїм близьким. Цю звістку приніс Анан, вісник Абгара (Авгаря), разом з образом Спасителя (փրկչական պատկերին), яке зберігається в місті Едесі і донині. (пер. з рос.) |

Євагрій Схоластик в своїй праці «Історія церкви» розказує про чудесне визволення жителів Едеси від облоги за допомогою Спаса Нерукотворного:
|  | Зовсім нічого не прийшло їм на думку, вони несуть Богом даний нерукотворний образ, який Христос Бог прислав Авгарю, коли той хотів Його бачити. Коли принесли цю всесвяту ікону в викопаний ними рів, вони покропили її водою і декілька крапель кинули на вогонь і на дрова. Божественна сила одразу ж явилась на допомогу вірі їх і здійснила те, чого раніше вони не могли; полум'я зненацька охопило дрова и скоріше, ніж ми розповідаємо, поретворила їх в попіл. (пер. з рос.) |

Авгар багато прикрасив Нерукотворний Образ ГНІХ і поставив в камінній ніші над воротами Эдеси, щоб кожен хто входить в місто міг поклонитися святому образу. Але через дякий час один із потомків Авгара, правитель Эдеси, впав в ідолопоклонство. Щоб зберегти образ від язичників, його замурували. Під час війни з персами, єпископу едеському Евлалію явилась у видінні світловолоса жінка і сказала йому: «Над воротами міста захоронений образ нерукотворний Спаса Христа. Якщо візьмеш його, то визволиш від бід місто це і народ його». І показала йому це місце. Єпископ розібрав мур і знайшов нерукотворний образ Христа один на полотні (убрусі) і другий, такий самий, на цеглі (керамічній черепиці), якою була замурована ніша з образом.
В храмах Візантії Мандиліон (образ на убрусі) і Керамидіон (образ на керамічній черепиці) зображують під головним куполом, один напроти одного.
В період іконоборства на Нерукотворний образ посилався Іван Дамаскін.
Григорій II, папа Римський, коли дізнався про початок іконоборства у Константинополі в 730 році, написав два послання імператору Леву Ісавру, в яких намагався напоумити василевса припинити гоніння на ікони:
|  | Коли був Христос в Єрусалимі Авгар, тодішній князь і владика едеський, коли почув про дива Христа, написав до нього послання, і Христос послав йому власноручну відповідь і святий славний образ Лиця Свого. Пошли ж за цим Нерукотворним Образом і подивись.Туди стікаються у множині народи Сходу і приносять молитви. (пер. з рос.) |

В 787 році Сьомий Вселенський собор, вказує на наявність Нерукотворного образу як важливе свідоцтво на користь іконовшанування.

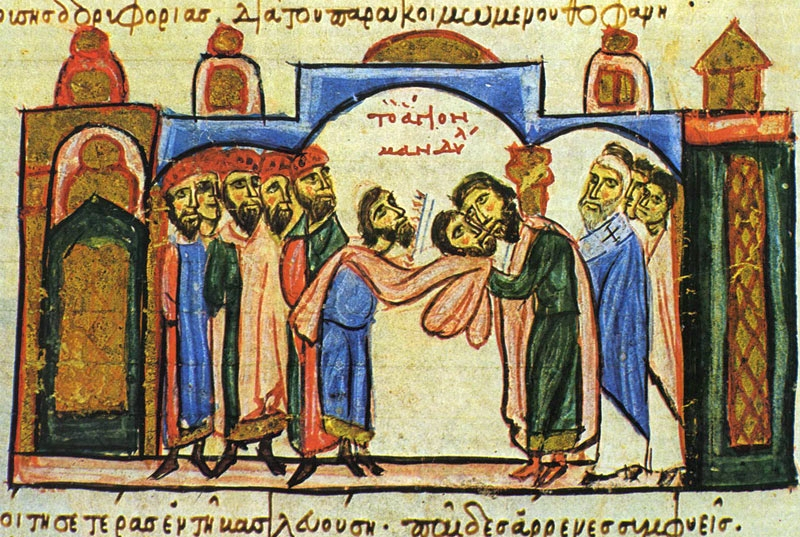
Перенесення Нерукотворного образу до Константинополя у 944 році. Мініатюра мадридського рукопису (XII—XIII ст)

З 641 року місто Едеса знаходилася під владою Халіфату.
В 944 році військо імператора Романа I Лакапіна оточило місто, в результаті облоги городяни Едеси в обмін на мир (хрисовул) віддали святий убрус, і Нерукотворний образ був почесно перенесений до Константинополя:
|  | 48. Жителі Едеси, в якому зберігається дорогоцінний образ Христа, доведені до відчаю ромейським військом, що обложило місто, відправили до царя Романа послів і попросили зняти облогу, обіцяючи віддати дорогоцінний образ Христа. В обмін за цей дар вони просили повернути їм їх в'язнів з числа знатних, а також дарувати хрисовул з обіцянкою, що ромейське військо перестане спустошувати їх землю. Так і було зроблено. Коли святий образ, або лик Христа, вже підвозили до Константинополя, патрикій і паракимомен Феофан вирушив до ріки Сангар, де зустрів його з почестями і піснеспівами. А п'ятнадцятого серпня Феофан вернувся з ним в місто, і цар прихилив коліна перед образом. Наступного дня явились до Золотих воріт два царських сини, Стефан і Костянтин, зять Костянтин разом з патріархом Феофілактом. Вони з почестями підійняли його, понесли до храму святої Софії — спереду пішої процесії йшов весь синкліт і несли безліч світильників, а після преклоніння віднесли до палацу. (пер. з рос.) |

Святиня була викрадена з Костантинополя під час пограбування міста учасниками IV Хрестового походу в 1204 року, після чого втрачена (за переказами, корабель, який перевозив образ, затонув). Роберт де Кларі, літописець IV хрестового походу, у своїй праці  написав, що перед захопленням Константинополя хрестоносцями 12 квітня 1204 р. щоп'ятниці в храмі Матері Божої у Влахерні виставлявся якийсь саван і що на цій полотнині чітко проглядалася фігура Христа. Є здогадки, що плащаниця була забрана хрестоносцями. Але ніхто зараз не знає, що сталося з цим полотном після розгрому міста.

### Туринська плащаниця

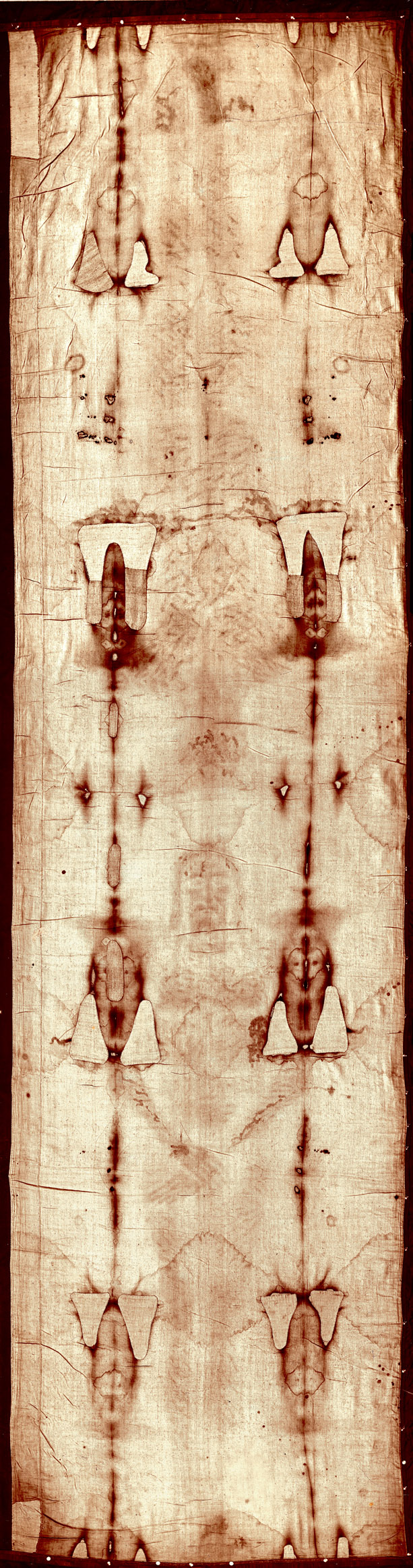
зображення Туринської плащаниці

Плащаниця, зберігається у Турині (Італія) — лляна подвійна савана (тканина), на якій відбито, в фотонегативі, зображення тіла Ісуса, знятого з хреста й покладеного у гробі. Особливості страти, що відображені на тканині, відповідають особливостям страти Ісуса Христа, які описані в св. Євангеліях. За словами експертів, існує лише один шанс на мільйони, щоб це полотно, яке містить знаки такої специфічної страти, не було тим, яке сповивало тіло Христа.
Плащаниця є тим полотном, про яке говорить Євангеліє, що послужило для того, щоб огорнути тіло Ісуса, знятого з хреста, і покласти Його у гробницю.
Туринська плащаниця — це досить велике полотно прямокутної форми завдовжки 4 метри 36 сантиметрів і завширшки 1 метр 10 сантиметрів. Плащаниця була завезена до Італії в 1578 р. королівською родиною Савойї та була передана Церкві в 1983 р. останнім королем Умберто II.
Полотно щільне і міцне, виткане з чистого льону, жовтуватого забарвлення. З 1534 р. підшите білим голландським полотном для зберігання після пожежі 1532 р. По всій довжині полотна залишилися сліди підпалу, як би обрамлюючи видимий на ньому подвійний відбиток Чоловіка — спереду і з боку хребта.
Щільність переплетень тканини близько 34/100 мм. Це більше, ніж у звичайних полотнах, які використовуються для покриття матраців. Тканина м'яка і легко складається. Вага близько 2,45 кг.
До полотна належить частина тканини у верхньому куті завдовжки близько 8 см, вона не суміщається з кінцями полотна (найімовірніше, відрізана). В давні часи існував звичай притримувати полотно руками під час масових публічних виступів, тому краї полотен швидко зношувалися та обтріпувалися. Втрачені фрагменти були довгі, розміром 35 х 15 см.
Нижня частина Туринської Плащаниці має також переплетення тканини косого рисунка, що створює ефект «риб'ячого скелета». Нерегулярні переплетення добре помітні на правій стороні полотна, у верхній його частині, що показало просвічування, виконане у 1978 р. Існує припущення, що у нижню частину полотна під час публічних виступів загортали важку палицю для тримання полотна.
Спочатку Саван (Плащаниця), мабуть, був довший приблизно на 30 см. Існує багато припущень і конкретна інформація про те, що невеликі кусочки відрізалися як реліквії для церков та монастирів.
По краях полотна йде блакитна стрічка. До верхнього краю савана, складеного згідно з традицією: зверху — вид людини, що дивиться вліво, — у 1868 році Марією Клотільдою ді Савоя пришитий кусок тканини для прикриття і зберігання.

### Інші версії Образу
Найбільш близьким до початкового Мандиліону дехто вважає образ з храму Сан-Сільвестро-ін-Капіте (який був перенесений і зараз знаходиться в капелі Матері Спасителя (колишня назва капела святої Матильди) у Ватикані), і образ, який з 1384 року зберігається у скромній католицькій «церкві вірмен» Св. Варфоломея в Генуї. Обидві ікони написані на полотні, закріплені на дерев'яних основах, мають однаковий формат (приблизно 29x40 см) і закриті плоским срібним окладом, прорізаним по контурах голови, бороди і волосся. При цьому деяка подібність версії з церкви Св. Варфоломея до Плату Вероніки може свідчити про наявність зв'язку між двома традиціями. Про первинну реліквію можуть свідчити стулки триптиха з втраченим середником з монастиря св. Катерини на Синаї. За найсміливішою гіпотезою, середником був оригінальний Спас Нерукотворний, присланий Авгарю.

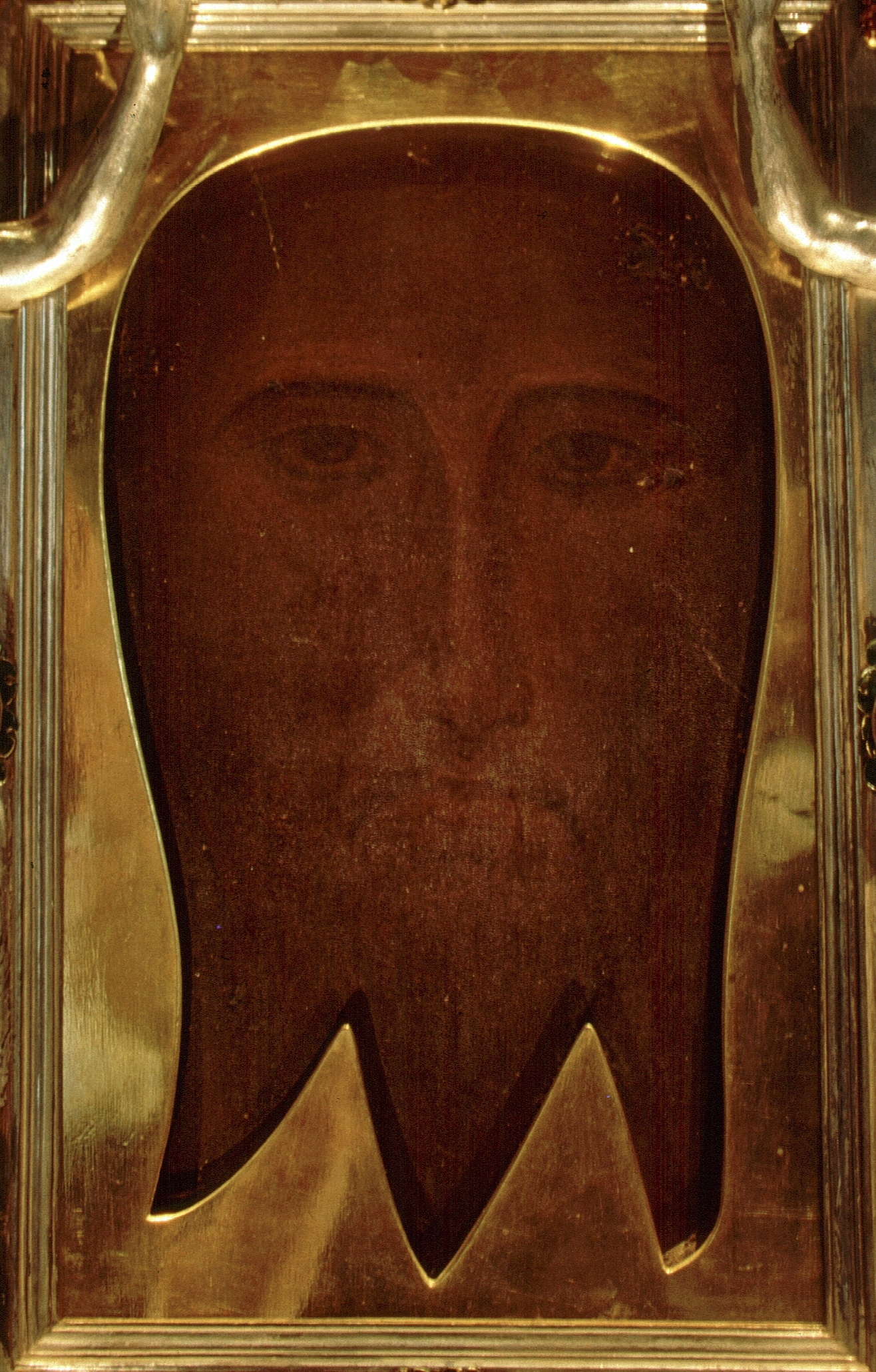
Нерукотворний Образ з церкви Сан Сільвестро ін Капіте
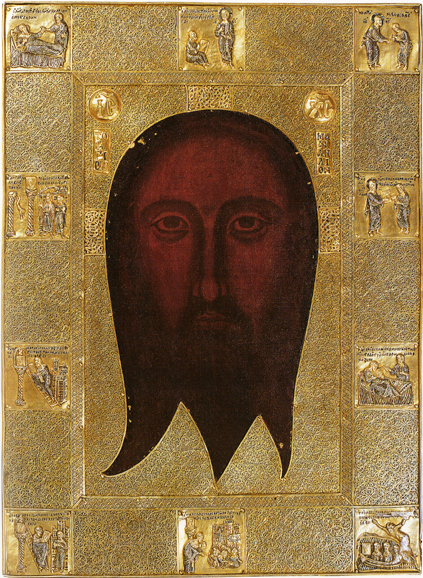
Нерукотворний Образ у «вірменській» церкві Св. Варфоломея в Генуї

### Платсвятої Вероніки
Західний варіант переказу виник, за різними джерелами, від XIII до XV ст., найімовірніше, серед францисканських ченців. Згідно з ним, благочестива єврейка Вероніка, яка супроводжувала Христа в Його хресній дорозі на Голгофу, подала Йому лляну хустку, щоб Христос міг обтерти з лиця кров та піт. Обличчя Ісуса відбилося на хустці.
Існує також версія, що ім'я Вероніки у зв'язку з Нерукотворним образом виникло як спотворення лат. vera icon (справжній образ).
Відмінна особливість образу «Плат Вероніки» від Нерукотворного Образу з Едеси — терновий вінець на голові Спасителя, що, зрештою, пояснюється тим, що Образ зафіксувався на хустці Вероніки під час несення Ісусом хреста.

Відомими в наш час є ряд версій (копій) «Плату Вероніки», зокрема в соборі Святого Петра у Ватикані і «Лик із Манопелло».

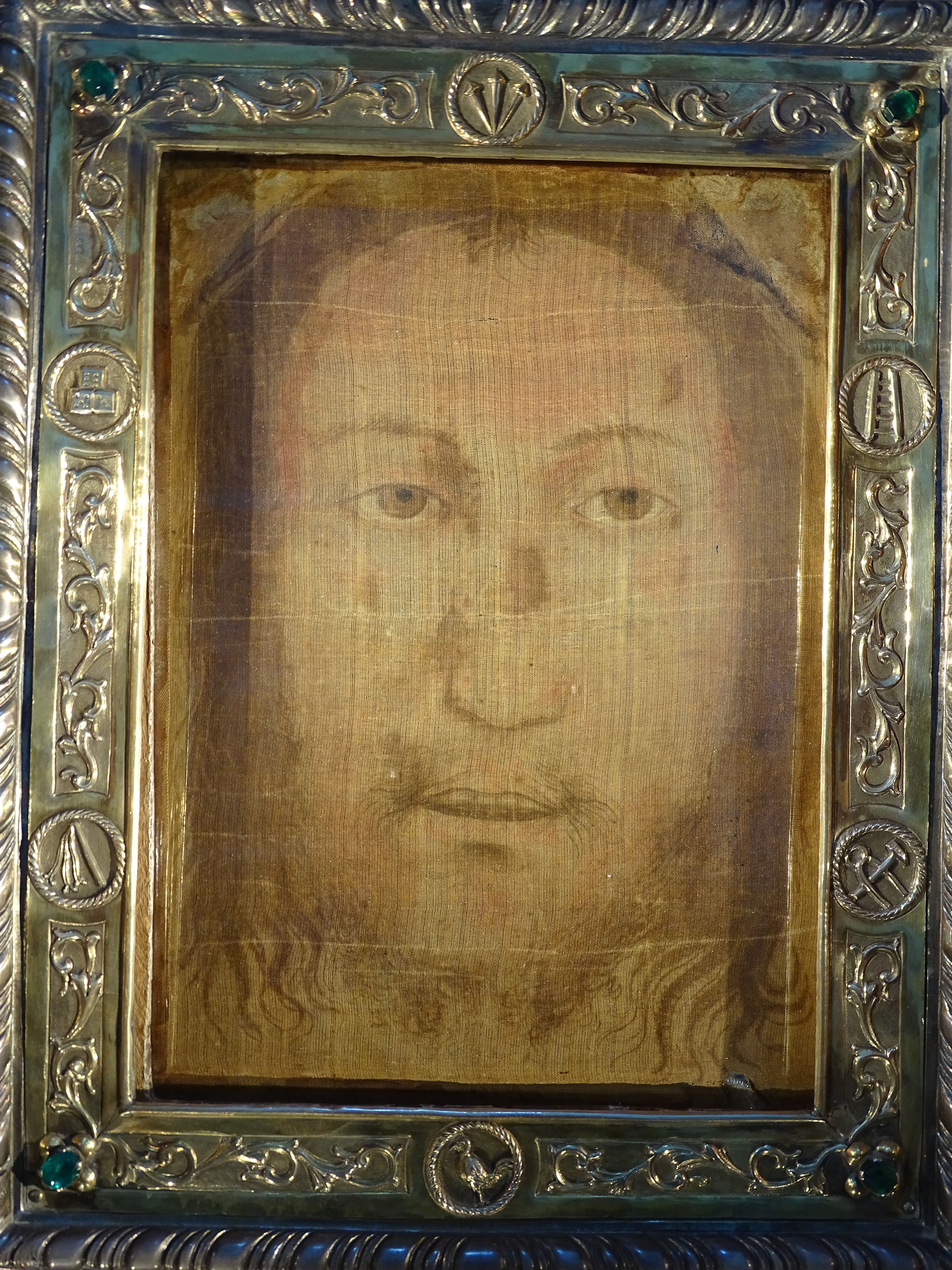
Святий Лик із Манопелло
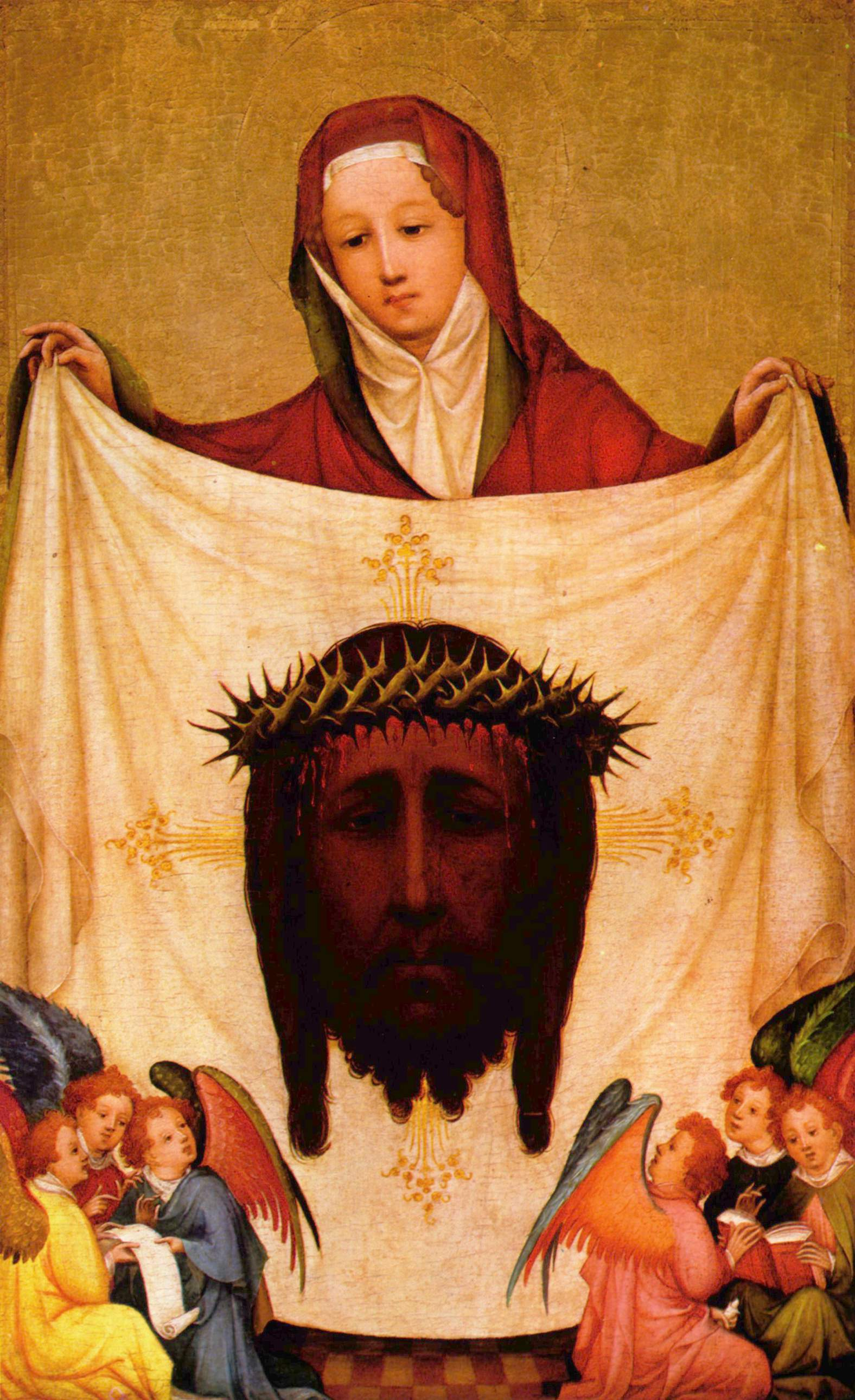
Свята Вероніка.
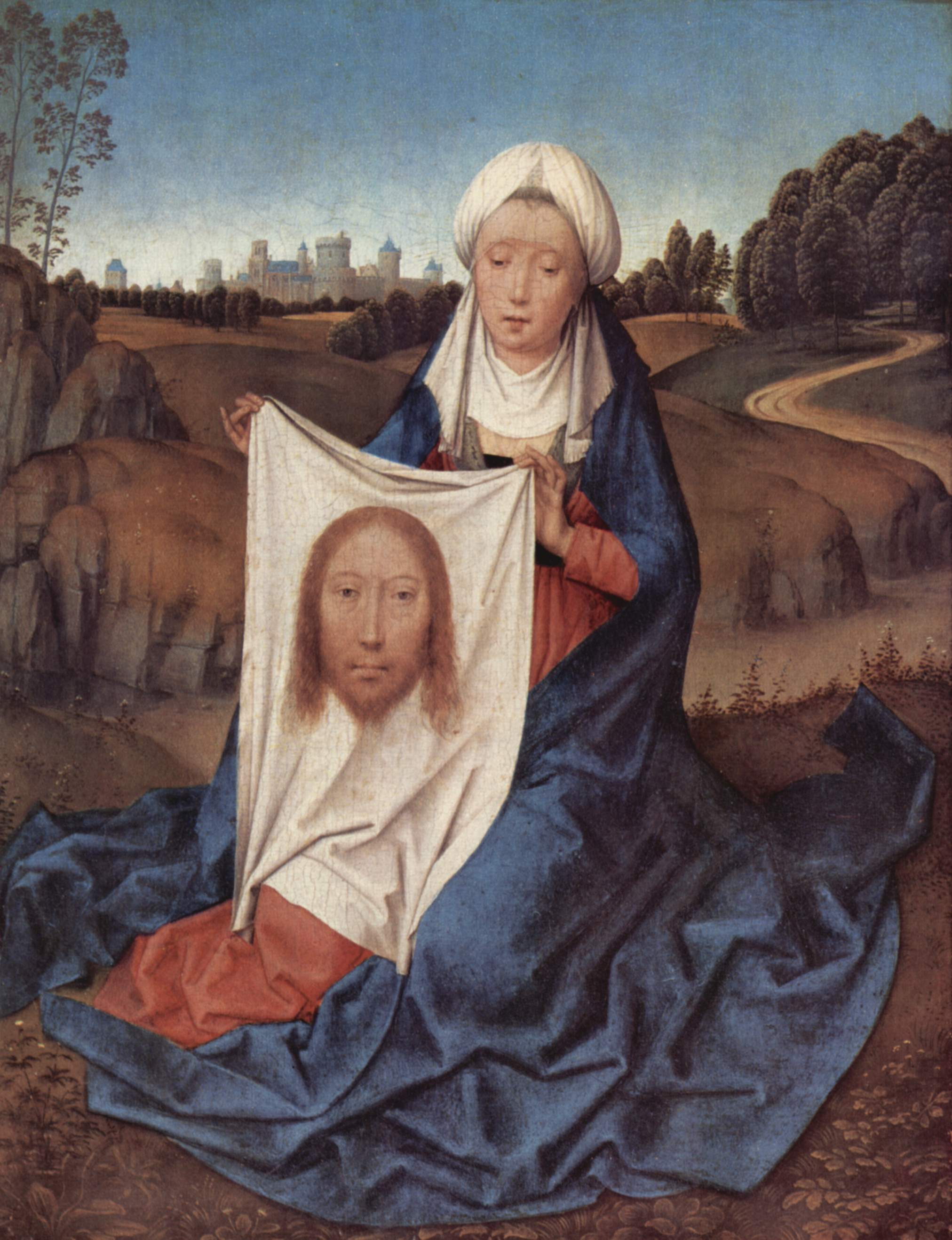
Ганс Мемлінг. Свята Вероніка
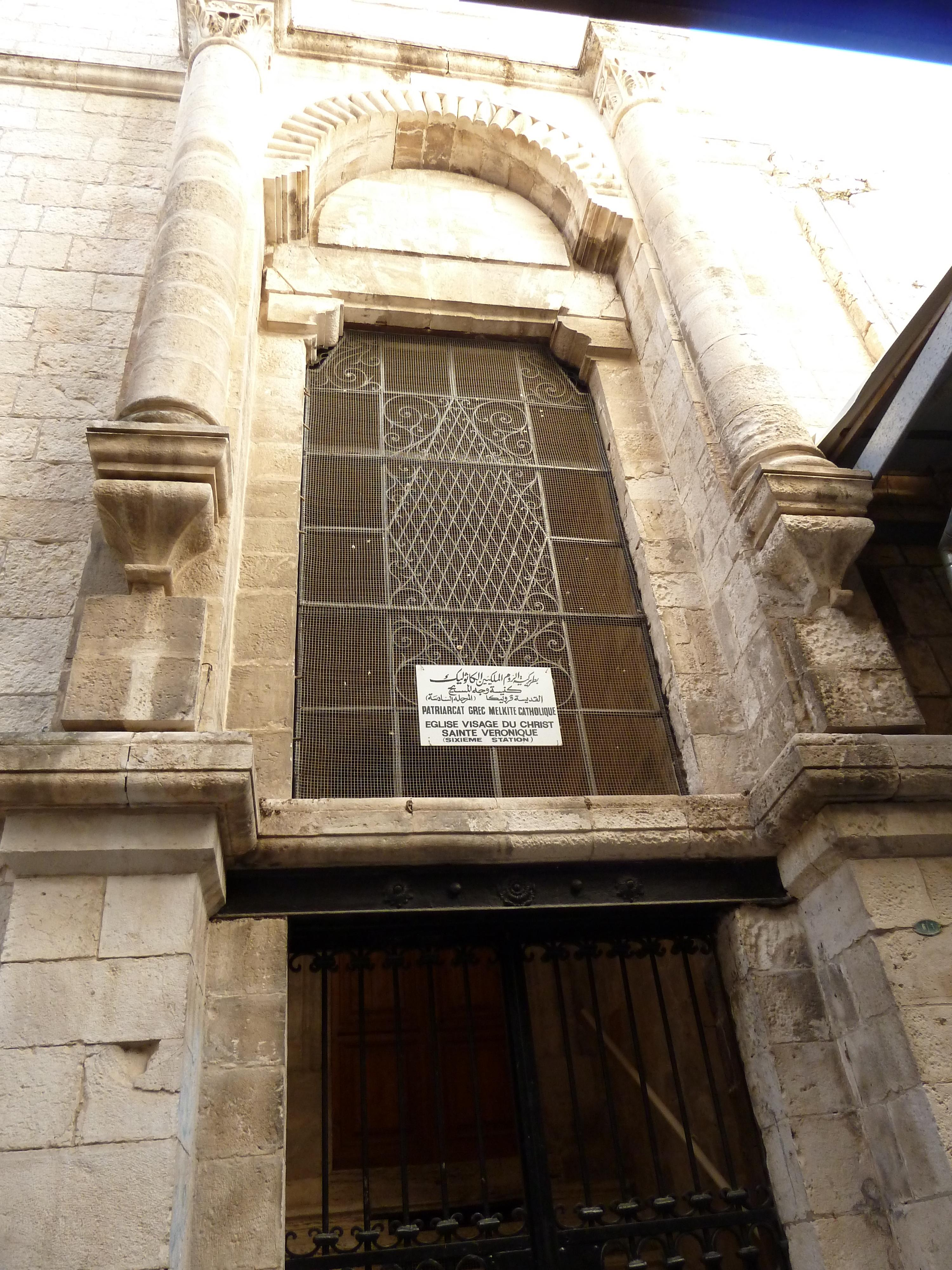
Старий Єрусалим. Хресна дорога. Подія Шоста. Церква Лику Христового
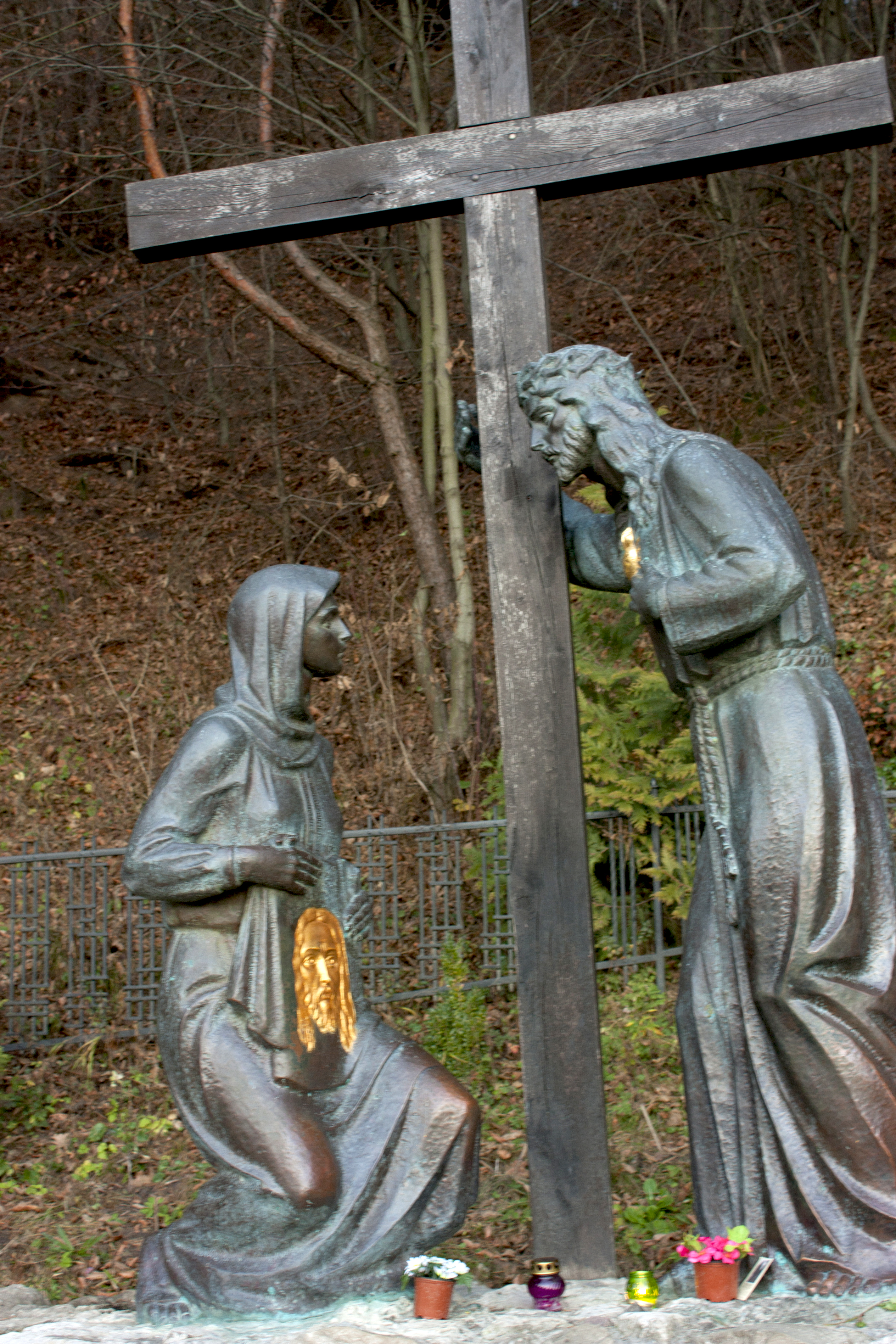
Хресна Дорога. VI стація. с. Страдч, Львівської обл.

Хресна дорога, подія (стація) VI:
|  | Любов і співчуття до Ісуса перемагає страху у св. Вероніки: приступає до нього й хустиною обтирає спечене й закривавлене Його лице. За це Ісус щедро нагородив її: на хустині відбилося Його найсвятіше обличчя. |

В одкровеніях Анни Катаріни Еммерік читаємо:
|  | Симон пройшов десь двісті кроків за Спасителем. Тоді висока жінка, шляхетної зовнішності, тримаючи маленьку дівчинку за руку, вийшла з гарного будинку, який стояв з лівого боку вулиці та з гідністю увійшла в процесію. Жінку звали Серафією, вона була дружиною Сіраха, члена синедріону. За свою відданість Спасителю вона потім отримала ім'я Вероніка (від слова «істинна»). (…) Ті, хто йшов на чолі процесії, намагались її відтіснити. Але її любов, прагнення заспокоїти Божественного Учителя дали їй надзвичайну силу: вона відштовхнула воїнів та катів, стала на коліна перед Спасителем, подала Йому хустку, розгладжуючи один кінець, і промовила: «Дозволь мені витерти Обличчя мого Господа». Спаситель узяв лівою рукою хустку і приклав до Свого закривавленого Обличчя, потім повернув хустину благочестивій жінці і подякував їй. Серафія з трепетом поцілувала її, заховала під покривало біля серця і підвелася з колін. (…) Перед нею лежала Хустина, і на ній проступало скорботне, страшне в своєму стражданні і справжнє криваве зображення Обличчя Спасителя! Коли жінка прийшла до тями і побачила Хустину, вона засмутилася і зраділа водночас. Вероніка стала перед Хустиною на коліна і промовила: «Тепер я можу відмовитись від усіх благ світу, бо Господь мій залишив мені дорогоцінний доказ Своєї благодаті та любові!» |